# Быков, Александр Григорьевич
Алекса́ндр Григо́рьевич Бы́ков (1866 — после 1912) — член III Государственной думы от Симбирской губернии.

## Биография

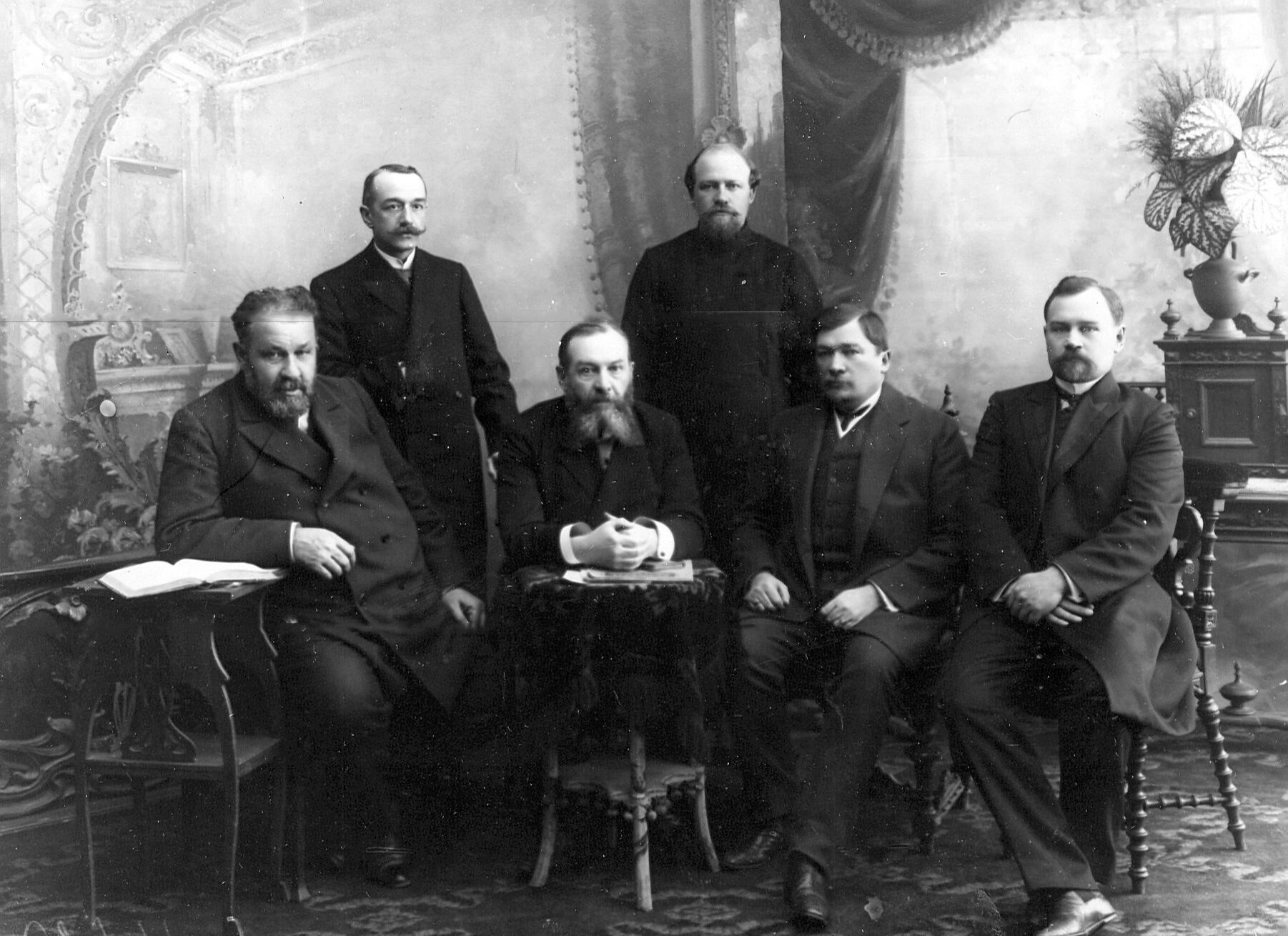
Члены государственной Думы III созыва от Симбирской губернии. А. Г. Быков — первый справа, сидит.

Православный. Мещанин города Буинска Симбирской губернии, домовладелец.
Окончил уездное училище, имел свидетельство на звание народного учителя. Служил 12 лет волостным писарем и за эту службу имел две медали. Состоял секретарем Буинской уездной землеустроительной комиссии и гласным Буинской городской думы.
В 1907 году был избран членом III Государственной думы от 1-го съезда городских избирателей Симбирской губернии. Входил во фракцию октябристов, с 3-й сессии — в русскую национальную фракцию. Состоял членом комиссий: по рабочему вопросу, по городским делам, о неприкосновенности личности, по направлению законодательных предположений, по исполнению государственной росписи доходов и расходов, а также бюджетной.
Судьба после 1912 года неизвестна.